# 刘集镇 (中牟县)
刘集镇，是中华人民共和国河南省郑州市中牟县下辖的一个乡镇级行政单位。

## 行政区划
刘集镇下辖以下地区：
鲁庙村、冉老庄村、贺兵马村、段庄村、赵砦村、长白村、马杨村、北周庄村、西徐庄村、杨庄村、后梁村、徐庄村、岗吴村、彦庄村、朱塘池村、三王村、朱庄村、岗赵村、刘集村、小冉庄村、马仙李村、王庄村、大吴村、崔庄村、贺庄村、祥符营村、大冉庄村、冯庄村和姚湾村。